# Придворје (Дрење)
Придворје је насељено место у саставу општине Дрење у Осјечко-барањској жупанији, Република Хрватска.

## Историја
До територијалне реорганизације у Хрватској налазило се у саставу старе општине Ђаково.

## Становништво
На попису становништва 2011. године, Придворје је имало 198 становника.

## Попис1991.
На попису становништва 1991. године, насељено место Придворје је имало 245 становника, следећег националног састава:
| Попис 1991.‍  | Попис 1991.‍  | Попис 1991.‍ | Попис 1991.‍ | Попис 1991.‍ |
| ------------ | ------------ | ----------- | ----------- | ----------- |
|              |              |             |             |             |
| Хрвати       | Хрвати       |             | 222         | 90,61%      |
| Југословени  | Југословени  |             | 6           | 2,44%       |
| Мађари       | Мађари       |             | 6           | 2,44%       |
| Словаци      | Словаци      |             | 2           | 0,81%       |
| Срби         | Срби         |             | 2           | 0,81%       |
| Словенци     | Словенци     |             | 1           | 0,40%       |
| неопредељени | неопредељени |             | 6           | 2,44%       |
| укупно: 245  |              |             |             |             |